# Samarjay Károly
Samarjay Károly (Rév-Komárom, 1821. április 6. – Pozsony, 1894. április 27.) jogi doktor, ügyvéd, költő, királyi tanácsos, kamarai elnök.

## Élete
Samarjay János és Beliczay Erzsébet fia. Tanult szülőhelyén, Modorban, Pozsonyban és Vágújhelyen. Miután a jogot Pozsonyban elvégezte, ugyanott patvarista lett. 1840-ben a Gräfenbergből Pozsonyba érkezett Wesselényi Miklós bárót ő üdvözölte, amiért sokáig üldözték. 1842-ben jurátusnak esküdött fel, 1843-ban ügyvédi oklevelet szerzett. Költői működése révén barátságba került Petőfi Sándorral, Lisznyai Damó Kálmánnal, Pákh Alberttel, Jókai Mórhoz mindvégig szoros baráti kötelék fűzte. 1844-től 1854-ig Torontál vármegyében Beódrán a Karácsonyi családnál nevelő, majd uradalmi ügyész és főispáni titkár volt. 1848-ban, Karácsonyi László főispán kiküldetésében a kikindai rácok mészárlásáról ő vitt hírt István főherceg nádornak Budára. Ebben az időben Kossuth Lajos Hírlapjának levelezője volt. 1852-ben beutazta Németországot és Skandináviát. 1854-ben családjával együtt Pozsonyban telepedett le, ahol mint ügyvéd és földbirtokos élt. Időnként a jogakadémián is tartott előadásokat; így 1855-től 1857-ig a magyar magánjog helyettes tanára volt és az 1860-61. tanév II. félévében ugyanazon minőségben a polgári törvénykezést adta elő. Több évig mint jog- és államtudományi vizsgálati tag, illetőleg elnök is működött a nevezett akadémiánál. 1876-ig Pozsony város törvényhatóságának virilis bizottsági tagja volt. 1875-től az ügyvédi kamara elnöke, 1880-ban királyi tanácsos és 1886-ban a Toldy-kör elnöke, majd tiszteleti elnöke lett. A Pozsony városi ágostai hitvallású evangélikus esperesség és a pozsonyi evangélikus egyházközség ügyésze, 1885-től világi elnöke és felügyelője; az 1890. évi evangélikus zsinatban mint a pozsonyi evangélikusok követe vett részt. Nagy része volt azokban a küzdelmekben, melyeket a Dunán-inneni s a dunántúli evangélikus egyházkerület hazafias kisebbsége a pánszláv többséggel folytatott. 1876-tól Pozsony vármegye törvényhatósági, majd közigazgatási bizottságának tagja, a gróf Pálffy-család koridősebbségi hitbizományi uradalma igazgatója, a pozsonyi I. takarékpénztár igazgatósági tagja volt. 1893-ban az egyházpolitikai tárgyalások alkalmával a megye gyűlésén lelkes beszédet mondott. Meghalt 1894-ben Pozsonyban, gyászbeszédet mondtak koporsójánál Trsztyénszky evangélikus esperes és Schmidt lelkész.

## Írásai
Költeményeket, cikkeket és elbeszélést írt az Athenaeumba (1843. költ.); a Regélő Pesti Divatlapba (1843. II. költ.); a Szivárványba (1844. költ.); a Pesti Divatlapba (1844. költ. és levelek Pozsonyból, Lelkes szavak a magyar nyelv ügyében, 1845-47. költ. és Néhány nap a másvilágon c. beszély, 1848. költ.) és a Budapesti Divatlapba (1848. 3. sz. A verseczi ütközetről); az Életképekbe (1845-48. költ.); az Országgyűlési emlékkönyvbe (1848. Nők országgyűlése); a Divatcsarnokba (1853. Aesthetikai levelek: A természet szépségéről, A művészetről, A lángész); a Délibábba (1853. Az újabb hangászat története); a Honvédek Könyvébe (1861. Hogyan haljunk c. költ. 1848-ból); a Nyugotmagyarországi Hiradóba (1861-ben Gleichenbergből leveleket írt, 1891. 72. sz. elbeszélés); a Jogtudományi Közlönybe (1871. Indítvány a törvényes örökösödés törvénykezési szabályozása tárgyában); a Pozsonymegyei Közlönybe (1889. 97., 98. sz. Színpártoló egyesület).

## Munkái
- Praktische Anleitung zur schnellen und leichten Erlernung den Ungarischen Sprache nach P. Ahn's bekannter Lehrmethode. I., II. Cursus. Pest, 1844. (Heckenast, a kiadó, szerzőnek ezen munkájáért 100 frtot pp. fizetett és minden későbbi kiadásért szintén 100 frtot. I. Cursus 2. bőv. és jav. kiadás 1847., 3. kiad. 1850., 6. 1854., 8., 9. 1856., 10-12. 1857., 13., 14. 1858., 17., 18. 1860., 20-26. 1861., 38. 1865., 42., 43. 1866. 50. 1868., 100. 1878., 105. 1880., 125. 1889. Pest, eddig mintegy 130 kiadást ért. II. Cursus 1850. 2. kiad. 1853., 4. 1857., 6. 1860., 9. 1862. 11. kiad. 1867. Pest.)
- Költemények. Buda, 1845.
- Dalok az Alföldről. Pest, 1847.
- Kelet gyöngyei. Pest, 1847.
- Magyar nyelvtan. Pest, 1847. (2. kiadás. Pest, 1852.)
- Szabadság- és csatadalok, a nemzeti őrseregnek ajánlja. Temesvár, 1848.
- A magyar-német gyermekbarát. Pest, 1850. (Magyar, német és részint franczia szöveggel és aczélmetszettel. 2. kiadás. Pest, 1857.)
- Elméleti és gyakorlati útmutatás a német nyelv könnyű és alapos megtanulására. Pest, 1853. Két folyam.
- Ungarisches Lesebuch für Anfänger und Geübtere, insbesondere für Diejenigen, welche ihre Kenntnisse in der ungarischen Sprache durch Selbstunterricht erweitern wollen. Pest, 1853. (Czimlap. olcsó kiadás. Pest, 1861.)
- Az aesthetika fő tárgyai. Mind a két nembeli érettebb ifjúság számára, különösen a nők aesthetikai ízlése kiképzésére. Oeser után szabadon átdolgozta. Komárom, 1853. (Ism. Pesti Napló 1030. sz.)
- Emlék Kazinczy Ferencz születésének százados ünnepére. Magyar-Óvár, 1859. nov. 3. (Költ.)
- Vázlatok a pozsonyi társaskörök, a Toldy-kör, Casino és magyar kör ügyében. Pozsony, 1885.
- A pozsonyi régi és új színház. Töredékek Pozsony multja és jelenéből. A városi új színház, megnyitása és a színpártoló alap létesítése alkalmából. A jövedelem a városi színpártoló alap javára fordíttatik. Pozsony, 1886. (Magyar és német szöveggel és két képpel. Ism. Nemzet 253. sz.)
- A pozsonyi casino félszázados ünnepe 1887. júl. 1. Pozsony. (Magyar és német szöveg, németre ford. Engyeli Jenő.)
- Válogatott versek; szerk. Marton Jenőné, Kovács Andrásné, Simor András; Táncsics Gimnázium, Bp., 1999 (Táncsics-sorozat)

### Kéziratban
Forradalom előtt, alatt és után, vígj., írta Scribe, francziából ford... előadatott a pesti Nemzeti Színházban 1848. augusztus 21. (Ism. Budapesti Divatlap 8. sz. Kézirata a budapesti nemzeti színház könyvtárában); Házasság XIV. Lajos idejében, francia vígj. 3 felv. ALexandre Dumas után ford., előadták Kassán 1864. március 9.